# Univox Coily
A Univox Coily foi uma guitarra eléctrica semi-acústica produzida pela Univox. É semelhante à Gibson ES-335 mas com captadores mono-núcleo, entre outras diferenças.

## Atalhos externos
- Página sobre a Univox Coily em univox.org